# Hyospathe elegans
Espèce
Hyospathe elegans est une espèce de palmiers, une plante de la famille des Arecaceae. C'est une espèce native de l'Amérique du Sud.

## Publication originale
- Carl Friedrich Philipp von Martius, Hist. Nat. Palm. 2, 1823 : 1.